# António Ribeiro Cristóvão
António Ribeiro Cristóvão (Proença-a-Nova, Proença-a-Nova, 7 de julho de 1939) é um jornalista, locutor de rádio e um comentador de futebol português.

## Biografia
Proveniente da vila de Proença-a-Nova, fixou-se em Angola em 1957. Empregado comercial da Companhia União de Cervejas de Angola (CUCA), iniciou-se como locutor de rádio na Rádio Clube do Moxico, em 1958.
Entretanto cumpriu o serviço militar, entre 1960 e 1963, ingressando depois na Rádio Clube do Huambo, onde permaneceu até setembro de 1975. Simultaneamente, foi responsável pelo Departamento de Relações Públicas da fábrica de Nova Lisboa, atual Huambo, da CUCA.
Regressado a Portugal, ingressou na Rádio Renascença, em fevereiro de 1976, chegando a chefe de redacção. Nessa qualidade foi repórter na Assembleia da República, entre 1977 e 1981, e acompanhou a primeira visita de João Paulo II a Portugal, em 1982. Ajudou a fundar e dirigiu o Departamento de Desporto, criando os programas Bola Branca e Frente Desportiva.
Também na área do desporto, viria a cobrir os Campeonatos Europeus de Futebol de 1984, em França, de 1996, na Inglaterra, de 2000, na Holanda, de 2004, em Portugal, e os Mundiais de 1982, em Espanha, e de 1986, no México.
Iniciou a sua colaboração com a RTP em 1982. Até 1994 apresentou Troféu, Girabola, Domingo Desportivo, além de ter assegurado a edição diária de Remate. Na RTP Internacional e RTP África, editou e apresentou Primeira Mão e Bancada Aberta, destinados às comunidades de língua portuguesa.
Militante do Partido Social Democrata, Ribeiro Cristóvão foi presidente da Assembleia Municipal de Proença-a-Nova, entre 2001 e 2005, e deputado, eleito pelo círculo de Castelo Branco, à Assembleia da República, onde pertenceu à Comissão de Educação, Ciência e Cultura, de 2002 a 2009.
É membro do Conselho de Opinião da Rádio e Televisão de Portugal.

## Condecorações e louvores
- Medalha de Mérito Desportivo
- Prémio Nacional Bento Pessoa
- Prémio Nacional Cândido de Oliveira
- Prémio Rugido de Leão - Sporting Clube de Portugal